# Halimocnemis kulpiana
Halimocnemis kulpiana är en amarantväxtart som beskrevs av Karl Heinrich Koch. Halimocnemis kulpiana ingår i släktet Halimocnemis och familjen amarantväxter. Inga underarter finns listade i Catalogue of Life.